# Сантен
Санте́н (фр. Sentein) — коммуна во Франции, находится в регионе Окситания. Департамент коммуны — Арьеж. Входит в состав кантона Кастийон-ан-Кузеран. Округ коммуны — Сен-Жирон.
Код INSEE коммуны — 09290.

## Население
Население коммуны на 2008 год составляло 146 человек.
| 1962 | 1968 | 1975 | 1982 | 1990 | 1999 | 2008 |
| ---- | ---- | ---- | ---- | ---- | ---- | ---- |
| 313  | 382  | 296  | 204  | 154  | 147  | 146  |

## Экономика
В 2007 году среди 76 человек в трудоспособном возрасте (15—64 лет) 54 были экономически активными, 22 — неактивными (показатель активности — 71,1 %, в 1999 году было 62,3 %). Из 54 активных работали 44 человека (25 мужчин и 19 женщин), безработных было 10 (6 мужчин и 4 женщины). Среди 22 неактивных 1 человек был учеником или студентом, 10 — пенсионерами, 11 были неактивными по другим причинам.